# Lumpkin
Lumpkin és una població dels Estats Units a l'estat de Geòrgia. Segons el cens del 2000 tenia 1.369 habitants.

## Demografia
Segons el cens del 2000, Lumpkin tenia 1.369 habitants, 552 habitatges, i 367 famílies. La densitat de població era de 332,4 habitants/km².
Dels 552 habitatges en un 29,7% hi vivien nens de menys de 18 anys, en un 34,4% hi vivien parelles casades, en un 26,3% dones solteres, i en un 33,5% no eren unitats familiars. En el 28,8% dels habitatges hi vivien persones soles el 14,3% de les quals corresponia a persones de 65 anys o més que vivien soles. El nombre mitjà de persones vivint en cada habitatge era de 2,48 i el nombre mitjà de persones que vivien en cada família era de 3,08.
Per edats la població es repartia de la següent manera: un 27,4% tenia menys de 18 anys, un 7,4% entre 18 i 24, un 27,4% entre 25 i 44, un 21,3% de 45 a 60 i un 16,5% 65 anys o més.
L'edat mediana era de 36 anys. Per cada 100 dones de 18 o més anys hi havia 77,2 homes.
La renda mediana per habitatge era de 22.315 $ i la renda mediana per família de 27.321 $. Els homes tenien una renda mediana de 22.422 $ mentre que les dones 20.250 $. La renda per capita de la població era de 16.146 $. Entorn del 24,2% de les famílies i el 26,7% de la població estaven per davall del llindar de pobresa.

## Poblacions properes
El següent diagrama mostra les poblacions més properes.